# Kyselina dinikotinová
Kyselina dinikotinová (pyridin-3,5-dikarboxylová) je heterocyklická sloučenina patřící mezi dikarboxylové kyseliny. Je odvozená od pyridinu navázáním dvou karboxylových skupin do poloh 3 a 5.

## Příprava a vlastnosti
Kyselinu dinikotinovou lze připravit zahříváním kyseliny pyridin-2,3,5,6-tetrakarboxylové nebo pyridin-2,3,5-trikarboxylové.
Kyselina je slabě rozpustná ve vodě a v diethyletheru. Zahříváním se dekarboxyluje na kyselinu nikotinovou: